# Coloconger
Coloconger ist eine Gattung der Knochenfische in der Ordnung der Aalartigen (Anguilliformes). Die Gattung wird in eine eigene Familie, die Colocongridae gestellt, und ist die Schwestergruppe einer von der Gattung Congriscus und den Langhalsaalen (Derichthyidae) gebildeten Klade. Coloconger-Arten leben im Atlantik, im Pazifik und im Indischen Ozean. Exemplare der Gattung wurden in Tiefen von 270 bis 1134 Metern gefangen.

## Merkmale
Die Tiere sind die am wenigsten langgestreckten aalartigen Fische und werden 37 bis 90 Zentimeter lang. Ihre Schnauze ist nicht zugespitzt, sondern stumpf, der Anus befindet sich weit hinter der Körpermitte. Im englischen werden sie deshalb "Short-tail eels" genannt. Die Fische haben keine Zähne auf dem Vomer. Das Seitenlinienorgan ist vollständig, die meisten Poren enden in kleinen Röhren. Die Brustflossen sind gut entwickelt. Bauchflossen fehlen wie bei allen Aalartigen. Coloconger-Arten haben 142 bis 163 Wirbel.

## Arten
Bisher wurden acht valide Arten beschrieben:
- Coloconger cadenati Kanazawa, 1961
- Coloconger canina (Castle & Raju, 1975)
- Coloconger eximia (Castle, 1967)
- Coloconger giganteus (Castle, 1959)
- Coloconger japonicus Machida, 1984
- Coloconger meadi Kanazawa, 1957
- Coloconger raniceps Alcock, 1889
- Coloconger scholesi Chan, 1967